# Двухбалочный самолёт
Двухбалочный самолёт (двухосный) — самолёт с хвостовым оперением, установленным на двух балках, обычно параллельно идущих от крыла.
Причинами выбора такой конструкции может быть:
- Потребность в загрузке с задней двери (C-82 Packet или Fairchild C-119 Flying Boxcar);
- Расположение толкающего винта или двигателя в выгодном месте (Bell XP-52, De Havilland DH.100 Vampire, Bayraktar TB2);
- Улучшение обзора и возможность стрельбы из задней полусферы (Focke-Wulf Fw 189 Uhu);
- Улучшение аэродинамической схемы для самолётов с двумя рядными двигателями (Lockheed P-38 Lightning или Northrop P-61 Black Widow);
- Одновременное увеличение жесткости конструкции и внутреннего объёма (Вояджер или Virgin Atlantic GlobalFlyer);
- Обеспечение места для подвески внешнего груза (AHRLAC);

## Примеры двухбалочных самолётов
- Истребитель Д
- М-17
- Су-80
- Як-58
- Adam А500
- Adam А700
- Bayraktar TB2 (ударный беспилотник)
- De Havilland DH.110 Sea Vixen
- De Havilland DH.112 Venom
- FMA IA 67 Córdoba
- Fairchild C-119
- Focke-Wulf Fw 189 Uhu
- Hughes XF-11
- Lockheed P-38 Lightning
- North American OV-10 Bronco
- RQ-7 Shadow (разведывательный беспилотник)
- Saab 21 и Saab 21R
- S.O.8000 Narval
- Terrafugia Transition (летающий автомобиль)
- Cessna 337 Skymaster